# Chlumčany (Lounyi járás)
Chlumčany település Csehországban, Lounyi járásban. Chlumčany Smolnice, Cítoliby, Toužetín, Veltěže, Louny és Blšany u Loun településekkel határos. Lakosainak száma 590 fő (2024. január 1.).

## Népesség
A település lakosságának változását az alábbi diagram mutatja:
| Lakosok száma | 543  | 769  | 988  | 717  | 525  | 480  | 547  | 571  | 571  | 590  |
|               | 1869 | 1890 | 1921 | 1950 | 1980 | 2001 | 2017 | 2019 | 2022 | 2024 |